# FCM F1

FCM F1은 전간기 후기에 FCM(소시에떼 누벨르 지중해 조선소) 회사가 개발한 프랑스 초중전차이다. 1940년에 샤르 2C를 교체하기 위해 12대가 주문되었으나 건조가 시작되기도 전에 프랑스는 패배했고 목조 모형만 완성되었다. FCM F1은 크고 길며 포탑이 두 개 있다. 전면에 하나, 후면에 하나씩 있고 각 포탑에 고속 주포가 하나씩 있다. 후방 포탑은 슈퍼파이어 방식으로, 해군 함정에서 흔히 볼 수 있는 방식인 포탑을 더 높이 올려 전방 포탑 위에서 발사하는 방식이었다. 이 차량은 중장갑을 갖추도록 설계되었다. 크기와 보호 수준으로 인해 1940년에는 약 140톤에 달해 실제로 생산 주문을 받은 탱크 중 가장 무거운 탱크가 되었다. 두 개의 엔진에도 불구하고 속도는 느렸을 것이다. 탱크의 주요 목적은 적 탱크와 싸우는 것이 아니라 독일 요새를 무너뜨리는 것이었다. FCM F1의 개발 경로는 설계 목표가 중복되고 사양이 정기적으로 변경되는 다수의 평행 초중전차 프로젝트가 존재했기 때문에 매우 복잡했다. 각 프로젝트에 대해 여러 회사가 하나 이상의 경쟁 제안서를 제출했다.